# Caecum imbricatum
Caecum imbricatum is een slakkensoort uit de familie van de Caecidae. De wetenschappelijke naam van de soort is voor het eerst geldig gepubliceerd in 1858 door Carpenter.